# EAQI
Chỉ số Chất lượng Không khí Châu Âu (viết tắt là EAQI) là chỉ số chất lượng không khí được sử dụng ở Liên minh Châu Âu, cụ thể là Cơ quan Môi trường Châu Âu để thông báo cho người dân và cơ quan công quyền về tình trạng chất lượng không khí hiện tại trên toàn Châu Âu. Nó được phát triển bởi Tổng cục Môi trường của EU và Cơ quan Môi trường Châu Âu  thay thế chỉ số CAQI được sử dụng ở Châu Âu kể từ năm 2012.